# Carter Center
Het Carter Center is een niet-gouvernementele non-profitorganisatie die in 1982 werd opgericht door Jimmy en Rosalynn Carter. Jimmy Carter was van 1977 tot 1981 president van de Verenigde Staten.
Het centrum heeft een partnerschap met de Emory-universiteit en is gevestigd in Atlanta, naast het Jimmy Carter Library and Museum dat wordt beheerd door de National Archives. Het motto van het centrum luidt: "Waging Peace. Fighting Disease. Building Hope" (Brengen van vrede, bestrijden van ziekte, vestigen van hoop).
Het doel van het Carter Center is de bevordering van vrede en gezondheid wereldwijd. Het centrum heeft in haar bestaan mensen uit meer dan zestig landen bereikt en werd meermaals bekroond met prijzen. Carters rol in de totstandkoming van de Camp Davidakkoorden van 1978 en zijn latere inspanningen voor vrede, democratie, mensenrechten en sociale vooruitgang, werden in 2002 beloond met de Nobelprijs voor de Vrede.
Oprichter Jimmy Carter overleed op 29 december 2024 op 100-jarige leeftijd.